# إم. تي تشنغ
إم. تي تشنغ (بالصينية: 程民德) هو رياضياتي ومهندس صيني، ولد في 1917 في مدينة سوجو في الصين، وتوفي في 26 نوفمبر 1998 في بكين في الصين.